# Tsivolkoöarna

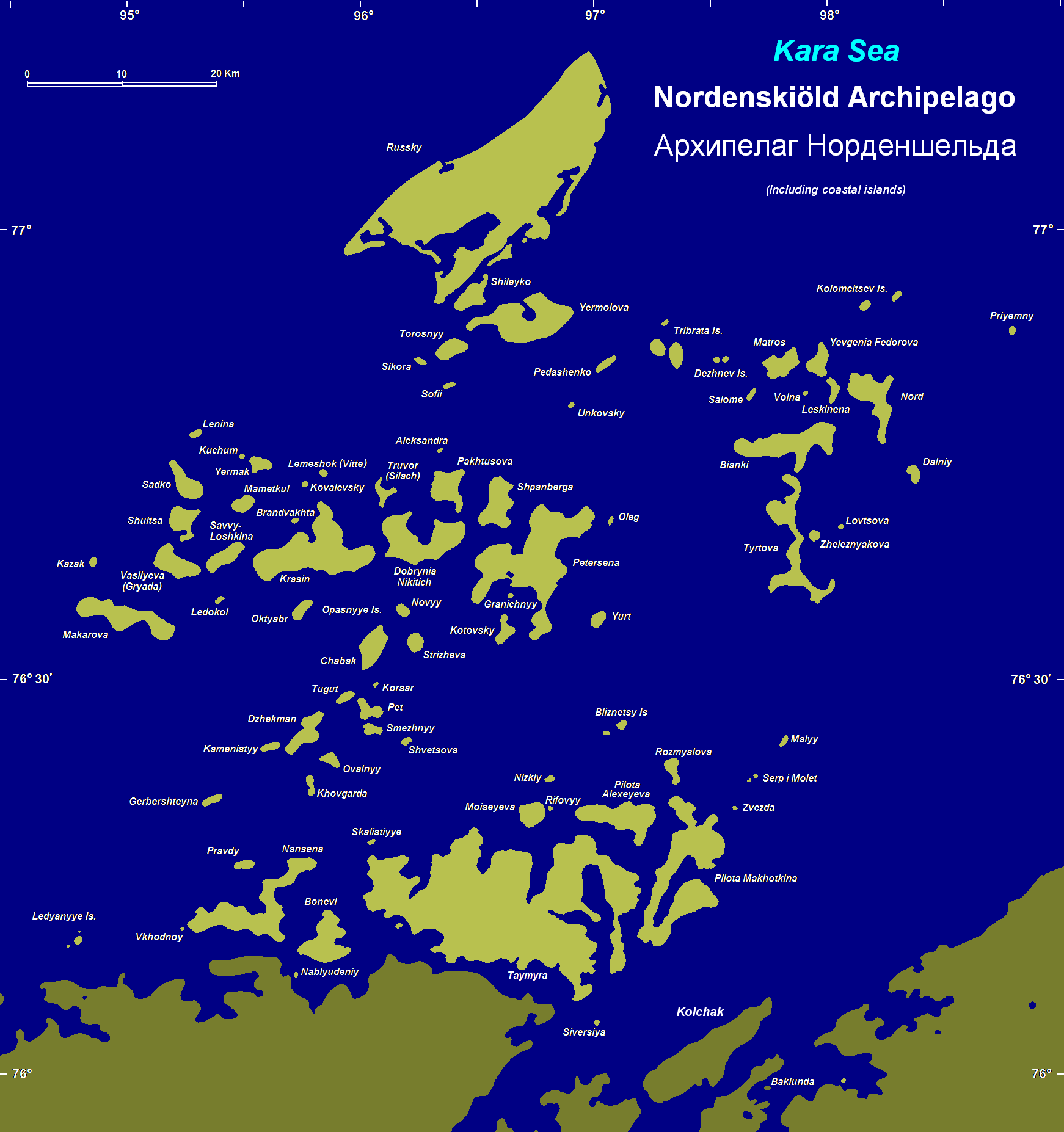
Nordenskiöldöarna

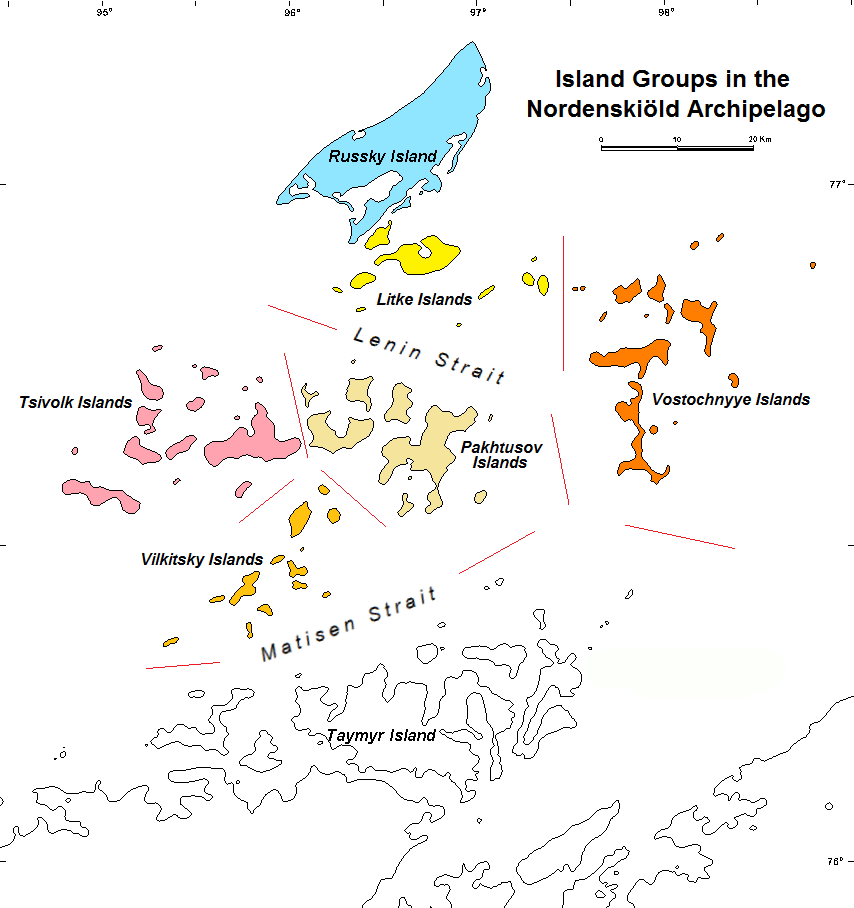
Områdeskarta

Tsivolkoöarna (ryska острова Циволько, Ostrova Tsivolko) är en ögrupp bland Nordenskiöldöarna i Norra ishavet.

## Geografi
Tsivolkoöarna ligger cirka 3.300 km nordöst om Moskva utanför Sibiriens nordöstra kust vid Tajmyrhalvön i Karahavet och ca 200 km söder om Severnaja Zemlja. Huvudön Krasinöns geografiska koordinater är 76°38′07″N 95°7′11″Ö / 76.63528°N 95.11972°Ö
Tsivolkoöarna utgör den västra ögruppen av arkipelagen. De obebodda öarna är av vulkaniskt ursprung och ögruppen omfattar ca 20 öar av varierande storlekar. Öarnas vegetation består av småträd och låga växter då den ligger inom tundran.
De största öarna är:
- Krasinön (остров Красин, Ostrov Krasin), huvudön i den östra delen av området

- Makarovön (остров Макаровова, Ostrov Makarova) i den västra delen

- Vasiljevön (остров Васильева, Ostrov Vasiljeva) i den mellersta delen

- Savvy-Losjkinön (остров Саввы-Лошкина, Ostrov Savvy-Losjkina) i den mellersta delen

- Sjultsön (остров Шульца, Ostrov Sjultsa) i den norra delen

- Sadkoön (остров Садко, Ostrov Sadko) i den norra delen

Förvaltningsmässigt ingår området i den ryska provinsen Krasnojarsk kraj.

## Historia
Tsivolkoöarna namngavs efter ryske polarforskaren Avgust Karlovitj Tsivolko.
Nordenskiöldöarna upptäcktes 1740 av ryske sjöofficerarna Nikifor Tjekin och Semjon Tjeljuskin under en stor forskningsexpedition åren 1733 till 1743 genom den östra delen av sibiriska ishavskusten under Vitus Bering.
I september 1878 seglade svenske Adolf Erik Nordenskiöld igenom området under Vegaexpeditionen med fartyget Vega.
1893 utforskades öarna i viss mån av norske Fridtjof Nansen under dennes expedition i området med fartyget Fram.
1900 utforskades och kartlades området av ryske Fjodor Andrejevitj Matisen under den stora Ryska polarexpeditionen i ledning av balttyske upptäcktsresande Eduard Toll och Alexander Bunge med fartyget Zarja.
Under 1900-talet genomfördes även flera forskningsresor med hjälp av isbrytare i området.
Den 11 maj 1993 inrättades det 41 692 km² stora naturreservatet Bolsjoj Arktitjeskij gosudarstvennyj prirodnyj zapovednik (Stora arktiska naturreservatet) där hela Nordenskiöldöarna ingår.